# Zoológico Villa Dolores
El Zoológico Villa Dolores, denominado oficialmente Jardín Zoológico Municipal Parque Pereira Rossell, fue un parque zoológico de más de un siglo de antigüedad situado en el barrio de Villa Dolores de la capital uruguaya, la ciudad de Montevideo. En una superficie de 7 hectáreas, albergaba unos 550 animales, tanto de la fauna uruguaya como de otros orígenes, rodeados de jardines con unos 650 árboles y arbustos. Durante su primer siglo, fue visitado por un total de 61 millones de personas. Lindero a él, y en el mismo predio, se encuentra el Planetario Municipal Agrimensor Germán Barbato, inaugurado el 11 de febrero de 1955.
En 2021 se produjo la reapertura del predio del zoológico, ahora como Parque Villa Dolores.

## Historia

### Origen y etapa privada
El Zoológico Villa Dolores se originó en el año 1894, en un predio de propiedad del matrimonio de Alejo Anastasio Ibaceta  y  Dolores Pereira Buxareo, a raíz de su afán coleccionista, tanto de animales como de plantas ornamentales. El nombre de Villa Dolores con que Alejo lo bautizó es un homenaje a su esposa. Sus dueños construyeron recintos y jaulas acordes para su exhibición, según los criterios en boga en esa época, es decir, jaulas pequeñas, de pisos artificiales de cemento, y rodeadas de barrotes, es decir, de estilo victoriano, como ocurría con todos los zoológicos del mundo.

Camellos en el zoológico, 1916

También a la usanza de la época, el refugio de cada especie relevante fue construido representando la vivienda típica del país de donde es originaria. Los lobos marinos nadaban en una piscina con agua que era bombeada desde el Río de la Plata. Construyeron tres grandes lagos artificiales: el «lago Japonés», el «lago Blanco», y el «lago Azul».

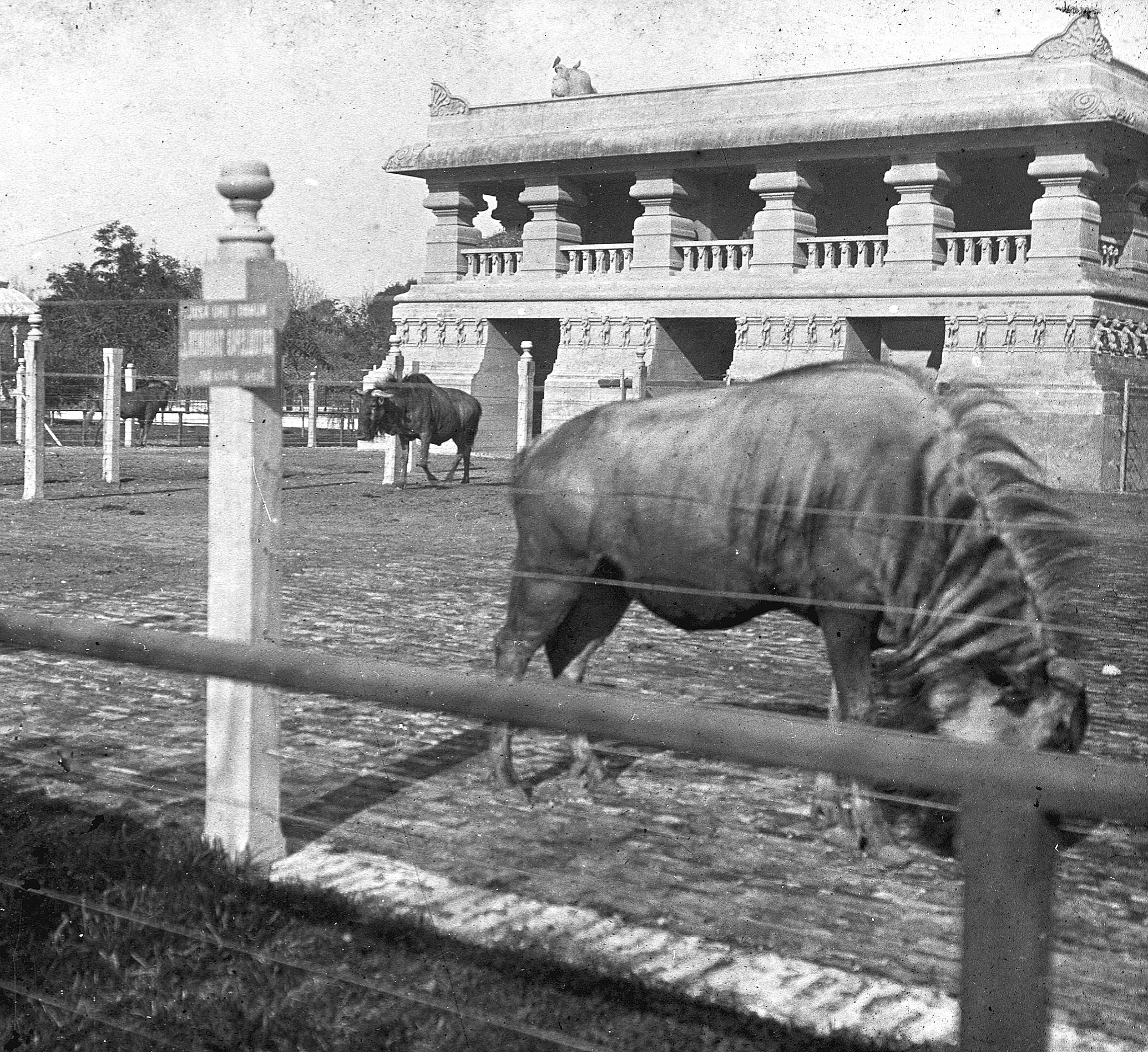
Jaula del Gnu azul

Se hizo una enorme plantación de varias especies forestales y ornamentales, destacando las palmeras ubicadas bordeando las avenidas. Importante fue la sección escultórica de la quinta. Varias fuentes fueron traídas desde Europa, al igual que copias en bronce y en especial de hierro fundido, de escultores animalistas franceses; también algunas copias en mármol de esculturas clásicas. Todo el predio estaba iluminado de manera artificial, lo que permitía realizaciones de fiestas y visitas nocturnas.

Elefante en el Pereira Rossell hacia 1916.

En los primeros años del siglo XX, ante el pedido del público que solo podía ver los animales desde afuera de la quinta, comienza el predio a ser abierto a la población, cobrándose una modesta entrada que es destinada a caridad. Muchos fueron los visitantes ilustres que visitaron el zoo en sus primeros años, entre ellos Enrico Caruso.
En el año 1910 se adquiere a la empresa alemana especializada en el comercio de animales de Carl Hagenbeck, una importante colección de grandes mamíferos, destacando una pareja de osos polares, osos pardos, osos malayos, una pareja de hienas rayadas, y un pequeño elefante asiático. Otro cargamento posterior incorporó cebras, bisontes, camellos, y otros grandes artiodáctilos.  

Entrada al zoológico, 1917

En el parque también funcionaba una circo, en el cual se hacían actuar a algunos de los animales del predio, destacando el elefante Baby y luego otro más de su especie. Para una mejor visualización del espectáculo por el público, se levantó un anfiteatro provisto de gradas. 
En el año 1912 el zoo es noticia al lograr reproducir, por primera vez en el continente americano, y por segunda vez en todo el mundo, a dos cóndores andinos. El 28 de octubre de ese año su propietario legó el predio y su colección al municipio montevideano.

### Etapa municipal

#### Primer periodo 1919-1926
La intendencia de Montevideo tomó posesión del zoo el 14 de marzo de 1919, luego de la muerte de su dueño. 
Durante buena parte del siglo XX, el estilo victoriano será el que domine la muestra, en donde varias generaciones de uruguayos conocieron por primera vez a animales que solo habían visto en fotografías: rinocerontes, leones, tigres, jirafas, aves tropicales, etc. También muchos exponentes de la fauna local: ñandúes, carpinchos, zorros, lobos marinos, etc.
El director del zoo durante la primera etapa de la administración municipal fue el doctor Carlos Torres de la Llosa. Su gestión transcurrió desde el año 1920 hasta 1926, y en ella el paseo público alcanzó su etapa de apogeo. Siguiendo la tradición de la época de los zoológicos del mundo, vivió con su familia dentro mismo del predio. Al alejarse de la conducción del parque este zoo era considerado el tercero en importancia de América, solo por detrás del zoo de Nueva York y del zoo de Buenos Aires.
Logró erigir progresivamente nuevas construcciones, a la vez que modificó los pabellones existentes. Entre las obras que se ejecutaron en este periodo destacan:
- Se levantó un puente para atravesar el lago Lamarck;
- El enorme pabellón para los cóndores;
- Se erigió un serpentario;
- Se levantaron varios grandes jaulones para aves;
- Se construyeron los corrales para carpinchos, avestruces, gamos, bisontes, hipopótamos, ñus, cebras, canguros, y wapitíes;
- Se cercó el lago marino, el cual albergaba a tortugas marinas, gaviotas, lobos marinos, elefantes marinos:
- Se creó un lago para hospedar a la fauna uruguaya, el cual fue ambientado con especies de la flora local;
- Se aumentaron los recintos destinados a los grandes carnívoros.

Se aumentó notablemente la colección en exhibición mediante la compra o canje con instituciones zoológicas de todo el mundo, y con empresas proveedoras de animales, como la australiana Steinfort Bros., la inglesa Rogers, o la alemana Hagenbeck.
Se erigió un gran museo en donde se presentaban embalsamados los especímenes del zoo que iban muriendo. Al crearse el Museo Zoológico Dámaso Antonio Larrañaga dichos ejemplares fueron llevados a él, aunque algunos ejemplares duplicados fueron trasladados al Museo de Historia Natural de Enseñanza Secundaria.
En el año 1926 se erigió un pabellón para monos antropoides el cual, además de jaulas externas, contaba con sectores interiores para que orangutanes y chimpancés pasen allí los fríos días invernales. Grandes ventanales permitían que el público pudiera seguir observándolos. 
Al finalizar el año 1925 el zoológico contaba con:
- Total: 473 especies con 3736 especímenes.
- Mamíferos: 151 especies con 705 especímenes.
- Aves: 276 especies con 2684 especímenes.
- Reptiles: 39 especies con 223 especímenes.
- Anfibios: 7 especies con 124 especímenes.

#### Segundo periodo 1926 en adelante
En el año 1940 se comienza a discutir un posible traslado del zoológico a un nuevo predio, en donde se dispusiera de la superficie adecuada para realizar un parque zoológico de jerarquía. Se propone como una ubicación adecuada para su nuevo emplazamiento a la localidad de Santiago Vázquez. Para ello, la Junta Departamental de Montevideo formó una comisión para que estudie la mejor manera de efectuar el traslado. La comisión finalmente recomendó hacer un nuevo zoo, manteniendo al de Villa Dolores; esta fue la resolución que se adoptó, creándose de este modo el zoológico del Parque Lecoq.
En el año 1957 se formó de manera especializada a un conjunto de maestras para que cumplan las tareas de ser las guías de los escolares que visitaban el zoológico; ese proyecto fue el primero en los zoos de América del Sur. 
En la década de 1960 deja de funcionar el circo, del que aún pueden verse vestigios en el muro del recinto de los rinocerontes.
En el año 1976 el pabellón de los monos antropoides fue derrumbado, para poder aumentar la superficie del recinto del elefante.

#### Modernización del predio (sigloXXI)
A partir del comienzo de la última década del siglo XX, al haberse producido un cambio en la ciudadanía con respecto al rol que le cabe a los zoológicos en una sociedad moderna, junto a una mayor concientización de los derechos de los animales, ha forzado a una adecuación de este predio, para que el mismo deje de ser un mero lugar de esparcimiento, y pase a ser un lugar que funcione al mismo tiempo como centro de educación de la población en los aspectos de protección de la naturaleza y sus integrantes, a la vez que también desempeñe un papel de núcleo de proyectos de reproducción y conservación de especies amezadas, en especial las que componen la fauna del Uruguay. El objetivo buscado es un proceso de reencuentro entre el hombre y la naturaleza.
Una pieza clave de esta mutación es la mejora sustancial de la calidad de vida de los pensionistas del zoo tanto en su calidad física como psíquica, al adecuar los recintos a sus necesidades, ambientándolos con vegetación, cambiando los barrotes por otros cerramientos, y aumentando la superficie disponible de los mismos.
Para generar esta transformación se designó una comisión integrada por la Intendencia de Montevideo, el Plan Ceibal, la entidad ambientalista Karumbé, la Asociación uruguaya de acuaristas (AUDA), el Instituto Clemente Estable, y la Universidad de la República, con sus Facultades de Ciencias y de Veterinaria. Esta comisión produjo un plan, por el cual se divide al predio en 3 zonas: Americana, Asiática y Africana. También se reestructuró el circuito de caminos, se cambió la forma y componentes de los recintos, se limitó tanto la cantidad de especies como la de ejemplares por especie, intentando que la mayor proporción posible de especies que se contengan se reproduzcan en el mismo zoo. Un punto fundamental fue un reenfoque como centro pedagógico, para que sea de utilidad en la tarea de difundir conocimientos, a la vez que valores positivos para los ecosistemas. 
Otro de los atractivos que se generó a raíz de lo propuesto por la comisión es la construcción de un acuario, el cual será el primero con que cuente la ciudad capital. Se intentará valorizar la biodiversidad de especies de peces nativos del Uruguay (en especial los endémicos). Constaría de un ámbito de unos 100 m², en el cual se exhiban de 20 a 26 peceras. Algunas de ellas serán de mayores dimensiones, con el objeto de albergar ejemplares de las especies de mayor tamaño que integran la ictiofauna uruguaya de agua dulce; así como en otro se mantendrían especies de la ictiofauna marina nacional que, según fenómenos climáticos temporales, suele arribar a las costas del departamento de Montevideo.
En ese proyecto se pretendía establecer, también dentro del zoo, un espacio que busque la integración y recreación de las personas con discapacidad, el cual se concreto en 2015 con la apertura del «Parque de la Amistad».   

## Cierre
En abril de 2014 se anunció el cierre temporal al público del predio, en razón del inicio de la primera fase de ejecución de un vasto plan de transformación conceptual y edilicia del zoológico, el cual durará 3 años en su concreción. Todo ese tiempo no permanecerá cerrado totalmente, sino que se irá abriendo parcialmente en la medida en que las obras en los distintos sectores se vayan terminando. Las acciones y reformas definidas en la primera etapa de reconversión preveían un costo de US$ 500 000; y la fecha prevista para su culminación sería en junio de 2015.Aunque se extendió hasta el año 2021. 
La colección faunística pretendida para el sector de Rossell y Rius se basará en animales de Sudamérica y el océano Atlántico Sur. Esto demandaría la llegada de nuevas especies, y como contraparte, el traslado de los integrantes del plantel del zoo que no cuadren con el objetivo buscado, pero se hará una excepción con dos animales emblemáticos, la hipopótama y la jirafa (nacida en este zoo), los que seguirán viviendo en Villa Dolores hasta el fin de su ciclo vital. De los ejemplares de las especies que no figuren entre el concepto pretendido, una porcentaje serán relocalizados en el zoo del parque Lecocq (por ejemplo el sector "África" con la última cebra), otro grupo será canjeado con otros zoológicos uruguayos a cambio de individuos de las especies buscadas, y finalmente los restantes podrían ser destinados a centros de protección de especies en peligro de extinción, como se decidió en el caso de los tigres. Se preveía un destino similar para el último de los leones del zoo pero murió en enero de 2014. El mismo fin habían sufrido meses antes suricatas, una hiena y los últimos ejemplares de gorila y elefante en el país. Del plantel de mamíferos que aún poseía el zoo, alrededor del 40 % sería trasladado.
Las especies que estarían incluidas en el nuevo concepto buscado deberían integrar planes reproductivos, por lo que si el zoo ya cuenta con alguna de estas pero solo posee de un sexo, se buscará conformarle pareja; estos son los casos de algunas especies de aves, reptiles, y mamíferos como el mono carayá y el lobito de río. 
Todos los recintos y su distribución serían  totalmente readecuados al concepto pretendido, acompañado por un repoblamiento forestal acorde. La obra más destacada de la primera etapa de la reconversión es la construcción de un enorme "aviario de inmersión" (donde el público podrá penetrar en él). Tendrá 18 metros de altura (suficiente para incluir árboles altos) y una superficie de 4000 metros cuadrados, destinándose para ubicarlo el espacio que contenía al tradicional recinto de los elefantes. Será poblado por variada flora, un arroyuelo y cascadas, para recrear así una selva tropical. Para este hábitat se adquirirán monos y ejemplares de guacamayos, loros amazonas, tucanes y pavas de monte.
En otro recinto se recrearán las costas atlánticas, en donde se mantendrán, entre otros animales marinos, a lobos marinos y pingüinos. También pretendía difundir el ecosistema antártico y las actividades de la base uruguaya Artigas, que el país tiene emplazada en ese continente.
El reptilario que ya posee el zoo se conservará, pero su colección será reconvertida para que también se ajuste al nuevo concepto pretendido. 
Estas reformas son resistidas por los 50 empleados que trabajan en el zoo, entre los que se incluyen a cuidadores de los animales, técnicos, veterinarios, educadores y personal administrativo. Ellos se niegan a permitir el traslado de los pensionistas, bajo el convencimiento de que en razón del presupuesto —según ellos— exiguo, temen que se esté escondiendo un cierre velado del predio.
Entre los años 2017 y 2021, se repensó un nuevo plan, con el que se concretarían las obras de reconstrucción. Dicho proyecto culminó con la reconversión del zoológico, en el cual si bien se mantuvieron especies autóctonas y aquellas las cuales no pueden trasladarse, la gran mayoría de especies exóticas fueron trasladadas y una extensa área del mismo se destinó como parque urbano. En 2021 abrió sus puertas, como el Parque Villa Dolores.

## Galería
|      |
| 1917 |

|      |
| 1926 |

|                         |
| Chalet de Rossel y Rius |